# Euphrasia repens
Euphrasia repens är en snyltrotsväxtart som beskrevs av Joseph Dalton Hooker. Euphrasia repens ingår i släktet ögontröster, och familjen snyltrotsväxter. Inga underarter finns listade i Catalogue of Life.